# Chiesa dei Santi Pietro e Paolo (Malesco)
La chiesa dei Santi Pietro e Paolo è la chiesa parrocchiale di Malesco, comune della Val Vigezzo, in provincia del Verbano-Cusio-Ossola e diocesi di Novara; fa parte dell'unità pastorale della Val Vigezzo.

La chiesa fa parte dell'ecomuseo Ed Leuzerie e di Scherpelit.

## Storia
Pur non esistendo informazioni certe relative all'origine della chiesa, nel 1192 risultava già esistente da tempo ed era già parrocchia autonoma da quella di Santa Maria Maggiore. Tra il 1642 e il 1672 vennero aggiunte le cappelle dei Morti e di San Metrobio. Nel 1705 fu avviata una ricostruzione completa dell'edificio: il soffitto in legno fu sostituito da una copertura con volte in muratura e il corpo della chiesa fu allungato verso oriente, permettendo così di creare l'ampio presbiterio sovrastato da una cupola. Contestualmente vennero aggiunte le cappelle di San Giovanni e della Madonna.
Nel 1714 fu costruito il portico, mentre l'altare in marmo fu posato nel 1785. Il coro in legno di noce, opera di Antonio Rassiga, fu realizzato nel 1793 e nel 1836, di fronte a quella già esistente, fu costruita una nuova sagrestia. Durante il XIX secolo continuarono le opere di decorazione dell'edificio, compresa la realizzazione dell'attuale pavimentazione e il posizionamento dell'organo a canne nel 1878.

## Architettura
L'edificio presenta un'unica navata centrale di pianta rettangolare terminante in un presbiterio per una lunghezza totale di 34 metri per 9 metri di larghezza. Su ciascun lato della navata si aprono tre cappelle: quelle di sinistra sono il battistero, la cappella di San Metrobio (che conserva le spoglie del santo) e la cappella della Madonna del Rosario, mentre sulla destra si trovano le cappelle dell'Immacolata Concezione, dei Morti e di San Giovanni Battista. La maggior parte delle tele presenti in queste cappelle fu realizzata da pittori della locale famiglia Sotta, mentre gli affreschi, datati 1864, sono opera del milanese Giovanni Valtorta.
I membri della famiglia Sotta sono anche gli autori delle formelle che compongono la Via Crucis, disposte lungo la navata. Sopra i due ingressi laterali si trovano due teleri, donati da Giovan Maria Pollini nel 1857, risalenti al XVII secolo e realizzate dallo spagnolo Bartolomé Román: raffigurano San Gerolamo e San Giovanni Battista.

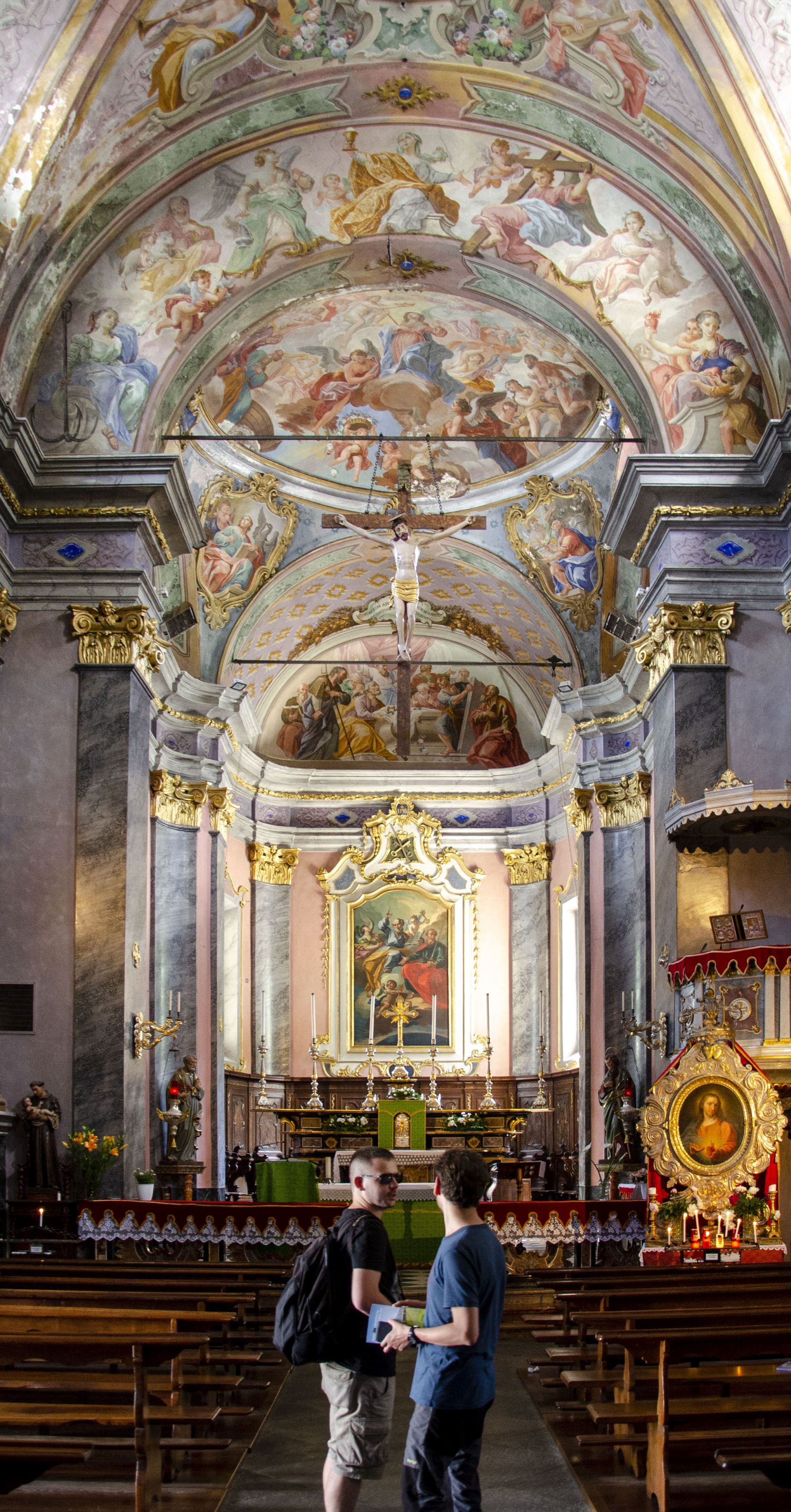
Coro e presbiterio
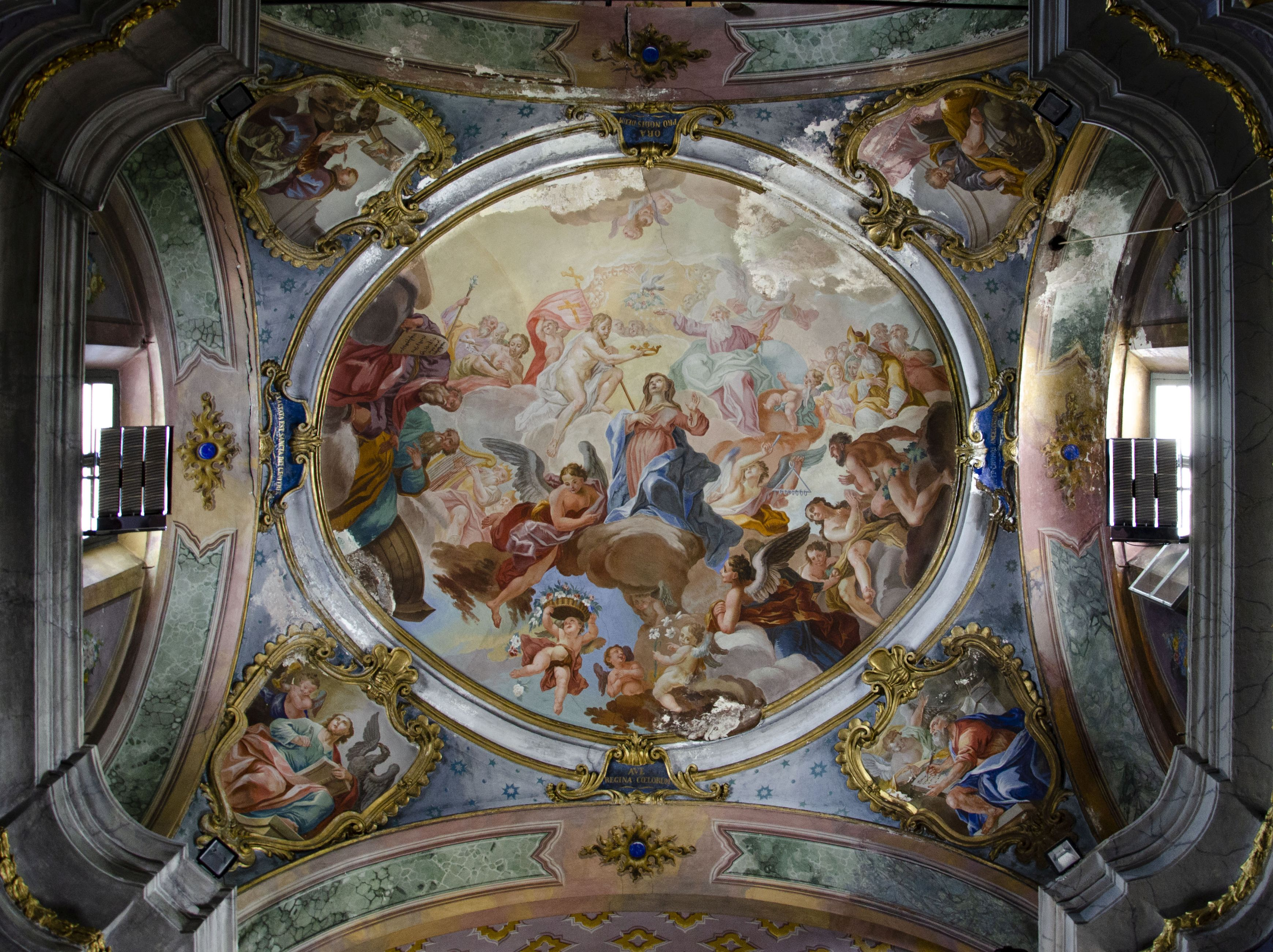
Incoronazione della Madonna
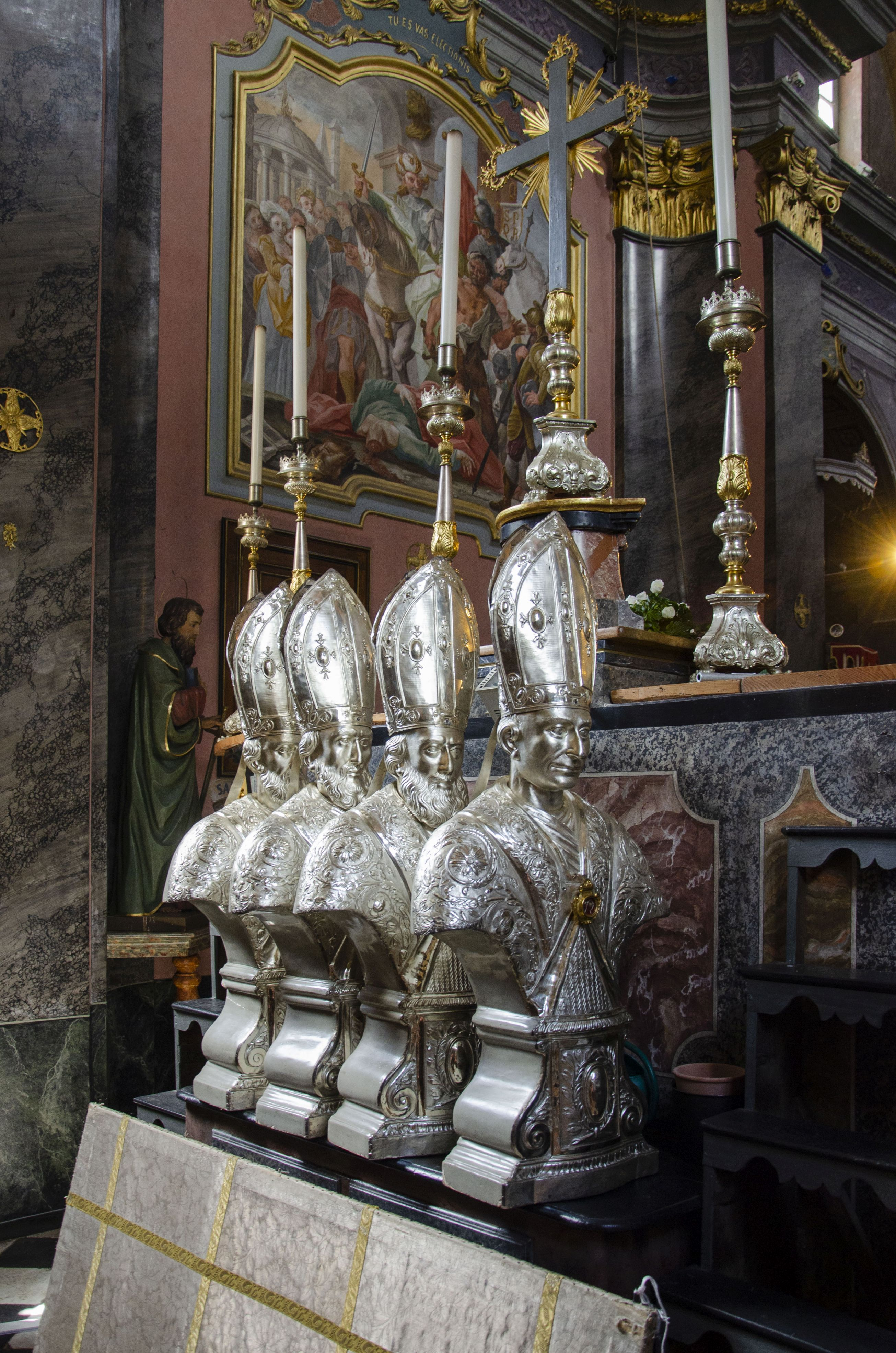
Busti in argento
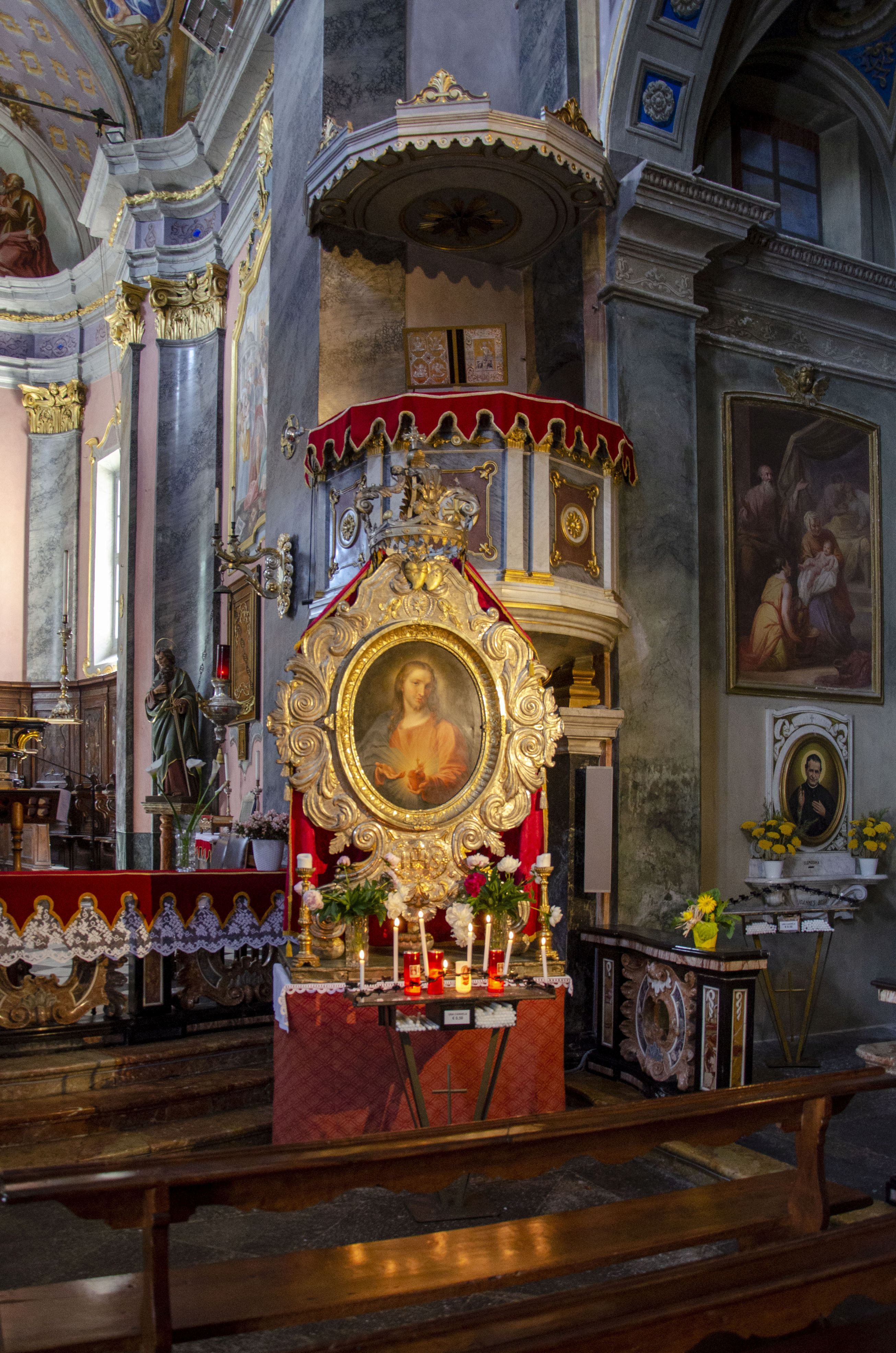
altare votivo
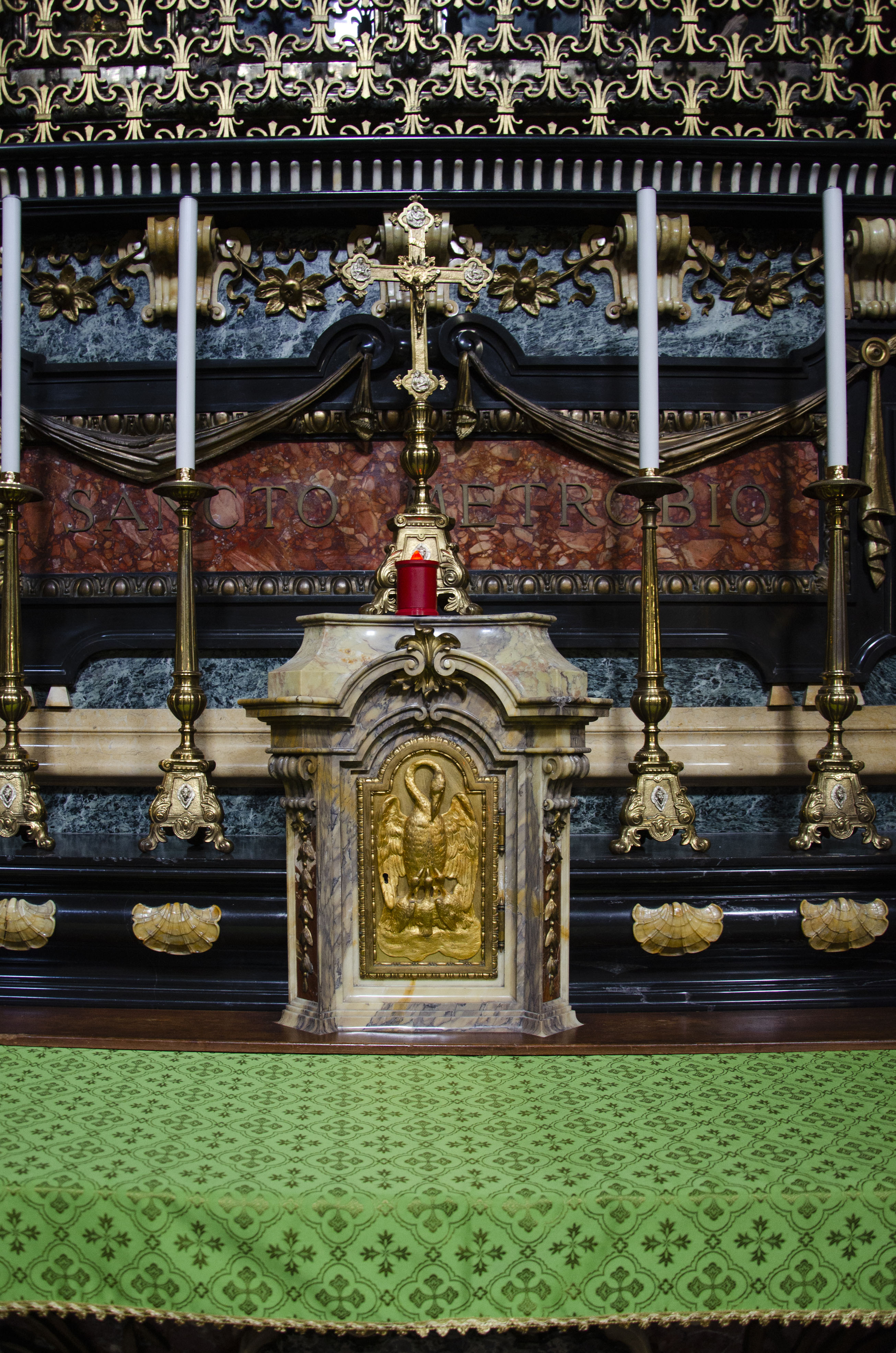
Ciborio dell'altare della cappella di San Metrobio
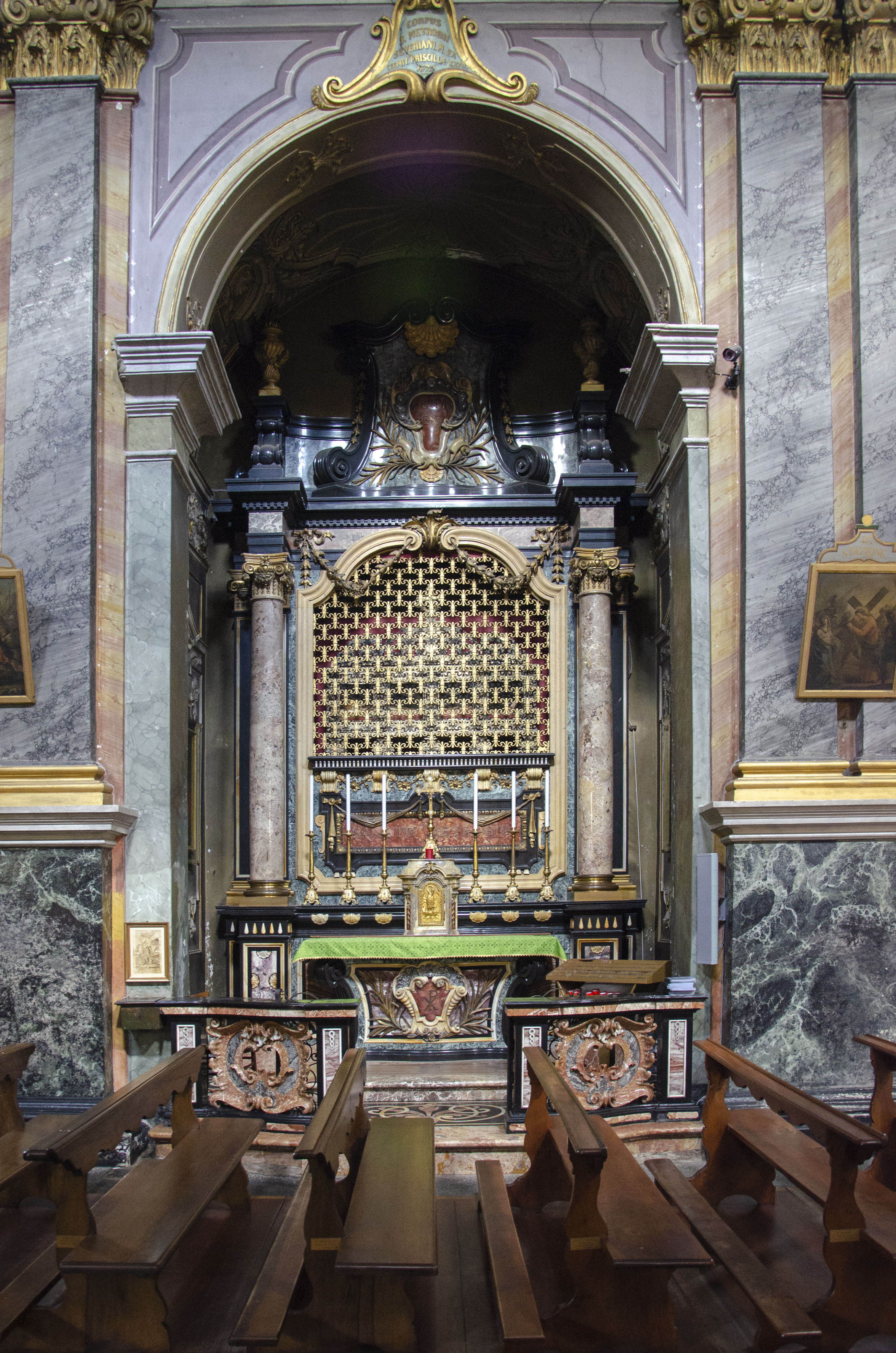
cappella di San Metrobio
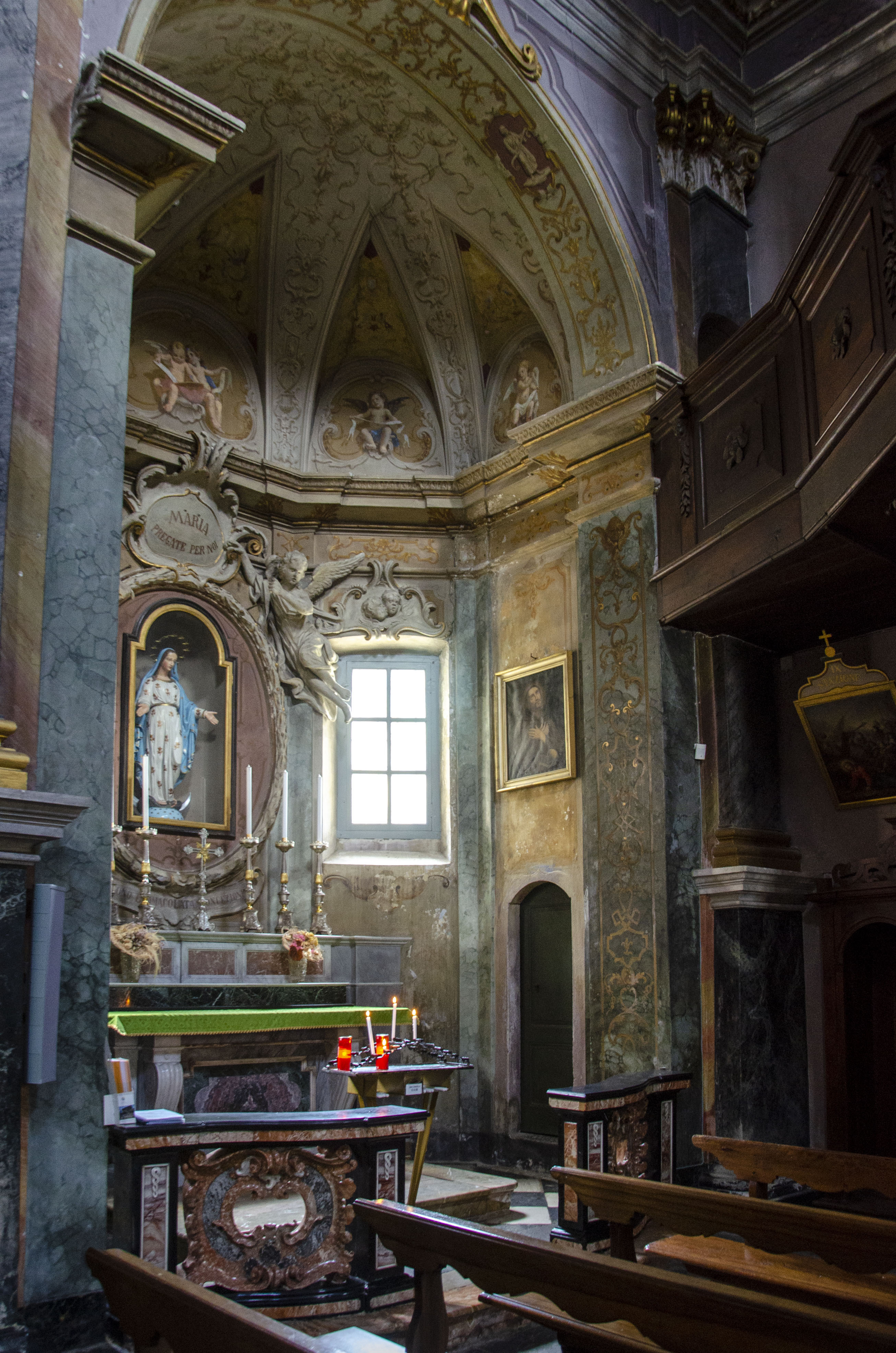
Cappella dell'Immacolata Concezione

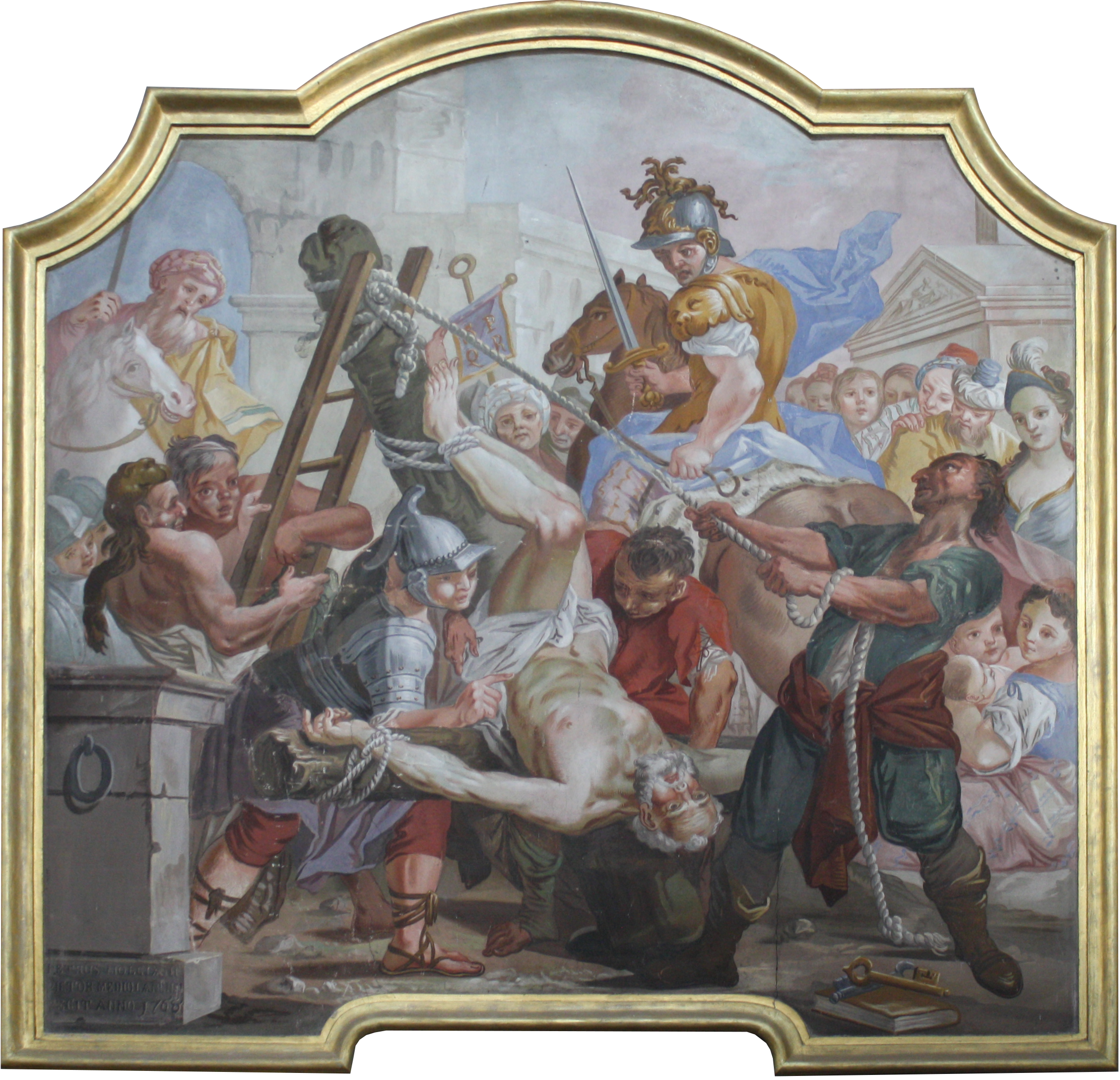
Il Martirio di San Pietro.

Nel coro e nel presbiterio si trovano degli affreschi realizzati nel 1768 ad opera del pittore milanese Pietro Molgiani: nella cupola è raffigurata l'Incoronazione della Madonna e nei quattro medaglioni i Quattro Evangelisti. Lungo le pareti del presbitero si trovano il Martirio di San Pietro e il Martirio di San Paolo, mentre alle spalle dell'altare sono raffigurati i due santi Pietro e Paolo.